# Estação Corte 8
Corte 8 é uma estação de trens metropolitanos do Rio de Janeiro. Está situada na localidade do Corte 8, entre os bairros Centenário (na altura do Complexo da Mangueirinha) e Doutor Laureano, no distrito-sede de Duque de Caxias, na Baixada Fluminense.
Esta denominação advém do corte de morros a se contar da estação da Leopoldina; na altura do cemitério, existia a frente de trabalho do "corte sete", e, a seguir, em direção a Gramacho, a frente de trabalho do "corte oito", que nada mais era que um morro que teria que sofrer um corte para a passagem dos trilhos.
A estação foi aberta ao público em 11 de março de 2013, se tornando a centésima estação do sistema.
Operada pela SuperVia, fica entre as estações Duque de Caxias e Gramacho, servindo, principalmente, os moradores do bairro Corte 8 que se dirigem para a capital.